# 花园井
花园井，又称廉泉，位于安徽省合肥市肥东县包公镇包公故里文化园。相传建于后周显德年间，为包家后花园的井水。井深13米，上部5米为后期修缮，下部8米仍保有宋井风貌。2018年公布为第六批合肥市文物保护单位。